# Цукерванік Ісаак Платонович
Цукерванік Ісаак Платонович лат. Tsukervanik Isaak Platonovich (23 травня 1901, Баку — †21 квітня 1968, Ташкент — узбецький учений, фахівець в області органічної хімії.

## Біографія
Цукерванік Ісаак Платонович народився в Баку. Закінчив Туркестанський університет у Ташкенті (1927). Працював там же (з 1933 року — професор). В 1933—1968 роках працював завідувачем кафедри органічної хімії, в 1938—1943 роках — деканом хімічного факультету. Академік АН УзРСР (з 1966 року). Голова Ташкентського відділення Всесоюзного хімічного товариства ім. Д. І. Менделєєва (1942–1955). Заслужений діяч науки УзРСР (1942).

## Наукова діяльність
Основні дослідження присвячені алкілуванню і ацетилюванню ароматичних сполук. Розробив (1933—1934) методи алкілування ароматичних вуглеводнів спиртами в присутності хлориду алюмінію. Вивчав реакції алкілування біфункціональних сполук і запропонував ряд способів отримання галогено-, гідрокси-, алкокси-, карбокси-, циано- та нітропохідних. Проводив (з 1963) роботи з синтезу та підбору нових дефоліантів, десикантов та інших рослинних регуляторів.